# Kavalir sv. Jakoba
Kavalir svetega Jakoba (malteško Kavallier ta' San Ġakbu) je kavalir iz 16. stoletja v Valletti na Malti, ki ga je zgradil red svetega Janeza. Gleda na bastijon sv. Jakoba, velik bastijon s topim kotom, ki je del kopenske strani Vallette. Sv. Jakob je bil eden od devetih načrtovanih kavalirjev v mestu, čeprav sta bila grajena le dva, drugi je bil identični kavalir sv. Janeza. Zasnoval ga je italijanski vojaški inženir Francesco Laparelli, njegovo gradnjo pa je nadzoroval njegov malteški pomočnik Girolamo Cassar. Kavalir sv. Jakoba nikoli ni bil uporabljen v nobenem vojaškem spopadu, vendar je igral vlogo med vstajo duhovnikov leta 1775.
Kavalir stoji na trgu Castille, blizu Auberge de Castille, centralne banke Malte, parlamenta, malteške borze in pošte v Dar Annona. Kavalir je bil obnovljen v okviru Malteškega projekta tisočletja. Zdaj je kulturno središče, znano kot Spazju Kreattiv (malteško za ustvarjalni prostor).

## Zgodovina

### Vladanje Hospitalcev
Po velikem obleganju Malte leta 1565, v katerem je Osmansko cesarstvo neuspešno poskušalo zavzeti Malto, se je red svetega Janeza odločil za stalno naselitev na otoku. Red se je odločil za svojo novo prestolnico zgraditi novo utrjeno mesto, ki se je imenovalo Valletta po velikem mojstru Jeanu Parisotu de Valetteju. Da bi to naredil, je De Valette prosil za finančno pomoč različne evropske vladarje. Papež Pij V. ni le finančno pomagal, ampak je na Malto poslal tudi italijanskega vojaškega inženirja Francesca Laparellija, da bi zasnoval utrdbe nove prestolnice. Gradnja mesta se je začela marca 1566, dela pa so se nadaljevala skozi sedemdeseta leta 15. stoletja. Po Laparellijevem odhodu z Malte in njegovi kasnejši smrti je bila gradnja mesta zaupana njegovemu malteškemu pomočniku, arhitektu in vojaškemu inženirju Girolamu Cassarju. Kavalir sv. Jakoba je bil v svojih zgodnjih letih pogosto znan kot Kavalirski stolp ali različice.
Kavalir sv. Jakoba je bila ena prvih zgradb, ki so bile zgrajene v Valletti, skupaj s cerkvijo Gospe zmage in ostalimi utrdbami. Kavalir je bil zgrajen kot dvignjena ploščad, na kateri so bili postavljeni topovi za obrambo mesta pred napadi s kopne strani, na območju, kjer je bilo kasneje zgrajeno mesto Floriana. Poleg prepovedi vstopa je sv. Jakob lahko tudi grozil tistim, ki so že prebili obrambo mesta. S kavalirjem svetega Janeza je bil povezan s podzemnim prehodom, ki je zdaj blokiran.
Kavalir je bil uporabljen tudi kot signalna postaja za orožje. Vsak dan so izstrelili tri naboje, ob sončnem vzhodu, opoldne in sončnem zahodu. Prvi in drugi sta zaznamovali odpiranje in zapiranje mestnih vrat. S kavalirja so še naprej streljali signale do okoli leta 1800, ko so začeli streljati iz bližnje Saluting Battery.
Leta 1686, med magistratom Gregoria Carafe, je bila majhna stavba, znana kot Dar Annona, pritrjena na vzhodni bok kavalirja. V stavbi je bila prvotno Università dei Gran, zdaj pa je pošta.
8. septembra 1775 so kavalirja zajeli uporniki med vstajo duhovnikov. Zastavo reda so spustili in namesto nje dvignili zastavo svetega Pavla. Uporniki so zavzeli tudi utrdbo sv. Elma, vendar jo je red po kratki izmenjavi ognja uspel ponovno zavzeti. Kmalu po zavzetju utrdbe so se uporniki v sv. Jakobu predali. Tri izmed njih so usmrtili, ostale pa izgnali ali zaprli. Glave treh usmrčenih mož so bile razstavljene na vogalih kavalirja, vendar so bile odstranjene kmalu po izvolitvi Emmanuela de Rohan-Polduca za velikega mojstra novembra istega leta.

### 19. in 20. stoletje
Po prevzemu nadzora nad Malto v začetku 19. stoletja so Britanci kavalir preuredili v častniško menzo, prostor, kjer so se lahko družili vojaki. Na tej točki je bilo narejenih nekaj sprememb na strukturi, vključno z zamenjavo rampe, ki vodi na streho s stopniščem in povečanjem števila sob z izgradnjo obokanega stropa v pritlični sobi, s čimer sta nastali dve nadstropji, kjer je bilo prej samo eno. Izvedene so bile tudi spremembe za boj proti vlagi.
Kasneje so v kavalirju izkopali dve cisterni za shranjevanje vode, ki je bila črpana v Valletto prek akvadukta Wignacourt. Kavalir je hranil vodo za celotno mesto.
Leta 1853 so predlagali, da bi kavalir porušili, da bi naredili prostor za bolnišnico, vendar se ni nič uresničilo.
V drugi svetovni vojni je bila stavba uporabljena tudi kot zaklonišče pred bombami, medtem ko je njegovo zgornje nadstropje postalo trgovina s hrano za inštitute mornarice, vojske in letalstva.
V 1970-ih se je vladna tiskarna preselila iz Grandmaster's Palace v sv. Jakoba in tam ostala do odprtja novih prostorov v industrijskem posestvu Marsa leta 1996.

### Kulturni dom
V 1990-ih je malteška vlada naročila glavni načrt za obnovo Vallette in njenega obrobja. Projekt je vključeval obnovo kavalirja sv. Jakoba in njegovo predelavo za kulturne namene. Restavriranja se je lotil malteški arhitekt Richard England.
Med prenovo se je cerkev sv. Jakoba spremenila iz stavbe, namenjene prepovedi vstopa, v stavbo, ki sprejema obiskovalce. England je nalogo te spremembe opisal kot »omogočanje stavbi, da sprejme nove potrebe na način, ki ob spoštovanju preteklosti sprejema koncept spremembe brez strahu«. Vendar pa je bilo delo vzrok za veliko polemik in številni Maltežani so ga ocenili kot nezadovoljivo, kar je deloma povzročilo ustavitev drugih načrtovanih projektov v Valletti in odločitev, da uporabijo slavne arhitekte (vključno z Renzom Pianom) namesto Richarda Englanda. Drugi projekti so se začeli leta 2008, ko so se začela dela na mestnih vratih, mestu nekdanje operne hiše, novi stavbi parlamenta in ostalem območju okoli vhoda v mesto.
Eden največjih izzivov, s katerimi se je soočil prof. England, je bilo povečanje dostopnosti v stavbi, ustvarjeni za odganjanje vsiljivcev. To je zahtevalo velik strukturni poseg in zelo težke odločitve o tem, katera področja bi morala in morala biti podvržena tako drastičnemu posegu.
Ta naloga je bila opravljena z velikim veseljem pri preoblikovanju dveh vodnih cistern, ene v spektakularni gledališki prostor in druge v atrij. Osupljiv, enoten prostor, ki omogoča dostop do zgornjih galerij; zasnova kljub temu vključuje steklene plošče in čudovito zavedanje prostora, ki obiskovalcu omogoča branje zgodovinske pripovedi, ki jo pripovedujejo cisterne.
Delo je potekalo v sodelovanju z restavratorjem Michaelom Ellulom. S poudarkom, ki je odločno odsvetoval uporabo replike in imitacije. Zato je vse, kar je videti kot 16. stoletje je 16. stoletje in vse, kar je videti sodobno, je sodobno. Nacionalna organizacija za dediščino Fondazzjoni Wirt Artna je protestirala proti odstranitvi redkega plinskega zaklonišča iz druge svetovne vojne in drugih zgodovinskih ostankov iz britanskega obdobja.
Ta tema je še posebej očitna v pritličju. V Glasbeni sobi je bil britansko nameščen strop odstranjen in soba obnovljena v prvotno stanje. Na drugi strani je trgovina s spominki razdeljena. V drugih dvoranah je delna odstranitev stropa omogočila, da sta obe obdobji predstavljeni v tej sodobni interpretaciji globoko zgodovinske zgradbe.
Restavriranje kavalirja je bilo dokončano do konca poletja 2000 in odprto za javnost kot Kavalir sv. Jakoba, Center kreativnosti 22. septembra istega leta z razstavo z naslovom Umetnost na Malti danes. V kavalirju so zdaj majhno gledališče, kino, glasbene sobe in umetniške galerije. Odkar so ga odprli, je sprejel več kot milijon obiskovalcev. Avgusta 2015 je bil kavalir preimenovan v Spazju Kreattiv (malteško za ustvarjalni prostor). Njegov umetniški vodja je Toni Sant. Tam redno potekajo različne razstave in drugi kulturni dogodki, vključno z letnim festivalom Malteške akademije za umetnost, znanost in tehnologijo.
Kavalir je uvrščen med državne spomenike 1. stopnje in je tudi uvrščen na Nacionalni seznam kulturnih dobrin Malteških otokov.

## Arhitektura
Kavalir sv. Jakoba je velika kazematizirana topniška ploščad s peterokotnim tlorisom. Struktura ni bila zasnovana z mislijo na estetiko, saj je poudarjala njeno izključno utilitarno vojaško funkcijo. Kljub vtisu velikosti, ki ga je dajala zunanja podoba stavbe, je bila polovica konstrukcije zapolnjena s stisnjeno zemljo, preostanek pa je sestavljal niz redkih komor in klančina, po kateri so lahko topovi dosegli streho.
Kavalir zavzema zadnjo steno Bastijona sv. Jakoba in mišljeno je bilo, da lahko strelja čez glavni parapet bastijona, ne da bi motil njegov ogenj. Številne nabojnike za smodnik so nameščene na zadnji strani zgradbe.